# Cocaine bear
Cocaine bear és una pel·lícula de comèdia de terror estatunidenca de 2023 dirigida per Elizabeth Banks i escrita per Jimmy Warden. La pel·lícula és protagonitzada per Keri Russell, O'Shea Jackson Jr., Christian Convery, Alden Ehrenreich, Brooklynn Prince, Isiah Whitlock Jr., Margo Martindale, Jesse Tyler Ferguson i Ray Liotta. Està dedicat a Liotta, que va morir el 26 de maig de 2022.
Cocaine bear es va estrenar als Estats Units el 24 de febrer de 2023. La pel·lícula va rebre crítiques generalment favorables i va recaptar més de 90 milions de dòlars amb un pressupost de producció de 30-35 milions de dòlars.

## Argument
El 1985 el contrabandista Andrew C. Thornton II llença un carregament de cocaïna des del seu avió. A continuació intenta saltar en paracaigudes però té un accident i queda inconscient. El seu cos aterra a Knoxville (Tennessee), on el seu cadàver és identificat per Bob, un detectiu local.
Mentrestant, al Chattahoochee–Oconee National Forest, un os endrapa part de la cocaïna, es torna agressiu agressiu i ataca uns excursionistes.

## Producció
El 9 de març de 2021, Universal Pictures va anunciar que la pel·lícula estava en desenvolupament. També es va confirmar que la pel·lícula seria dirigida per Elizabeth Banks, i produïda per Banks i Max Handelman per a Brownstone Productions, que es va unir a l'equip de producció juntament amb Aditya Sood per a Lord Miller Productions i Brian Duffield. El repartiment interpretatiu es va revelar entre juliol i agost de 2021.

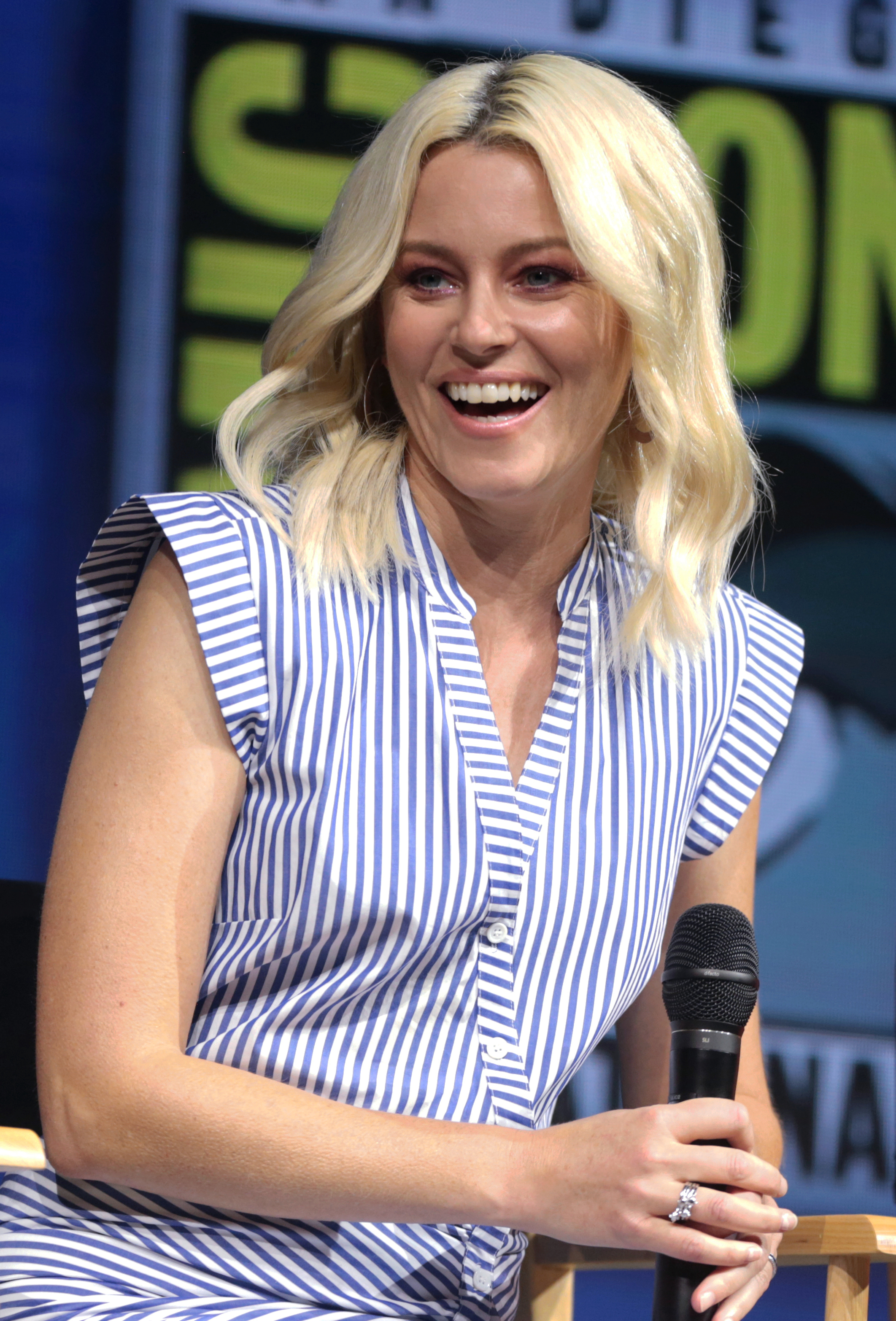
Elizabeth Banks el 2021

El rodatge va tenir lloc al comtat de Wicklow, a Irlanda, entre el 20 d'agost i el 17 d'octubre de 2021. El pressupost de producció va ser de 30-35 milions de dòlars, amb una gran part destinada a Weta Digital per a crear l'os amb imatges generades per ordinador. El tràiler de la pel·lícula va fer ús de la cançó «White Lines (Don't Don't Do It)» de Melle Mel. La pel·lícula es va estrenar en serveis de vídeo a la carta dues setmanes després de l'estrena a les sales, el 14 de març de 2023. Va ser seguida per un llançament en Blu-ray i DVD el 18 d'abril de 2023.
La pel·lícula està inspirada en la història real d'un os negre americà que va ingerir diversos quilograms d'una bossa extraviada que contenia cocaïna. L'os, que va morir poc després de consumir la cocaïna, va ser trobat tres mesos després al nord de Geòrgia al costat de 40 envasos de plàstic oberts de cocaïna. L'os es troba actualment en exhibició al Kentucky for Kentucky Fun Mall de Lexington, Kentucky.
L'argument de la pel·lícula difereix dels esdeveniments de la vida real en diverses maneres. En particular, no se sap que l'os encocat hagués matat ningú després de consumir la droga, i es desconeix què va passar en el temps anterior a la seva mort per sobredosi. En una entrevista a Variety, Elizabeth Banks va declarar que «aquesta pel·lícula es podria veure com la història de venjança d'aquest os».